# Phryxe inops
Phryxe inops là một loài ruồi trong họ Tachinidae.